# Dolichopeza (Dolichopeza) aequalis
Dolichopeza (Dolichopeza) aequalis is een tweevleugelige uit de familie langpootmuggen (Tipulidae). De soort komt voor in het Australaziatisch gebied.